# اللجنة الوطنية للدفاع عن الثورة
اللجنة الوطنية للدفاع عن الثورة هي منظمة جزائرية معارضة تأسست في 6 يوليو 1964 بمبادرة من محمد بوضياف.
كانت مكونة من محمد بوضياف، رئيس حزب الثورة الاشتراكية، وآيت أحمد، رئيس جبهة القوى الاشتراكية الذي لجأ الى حرب العصابات، وثلاثة عسكريين، العقيد شعباني، المسؤول عن المنطقى العسكرية الرابعةية (بسكرة، الصحراء) في الجنوب، العقيد موسى حساني في الشمال القسطنطيني في الشرق والقائد موسى في منطقة وهران في الغرب.
ثم يتم التفكير في الدمج بين جبهة القوى الاشتراكية وحزب الثورة الاشتراكية.
بعد إعدام العقيد شعباني في 3 سبتمبر 1964 واعتقال حسين آيت أحمد في 17 أكتوبر 1964 واستسلام موسى حساني في 19 يناير 1965، اختفت المعارضة المسلحة واستمر محمد بوضياف في التحدث باسم المجلس الوطني للدفاع عن حقوق الإنسان. ثم يسمى حزبه PRS-CNDR.

## أعضاء
- محمد بوضياف (PRS)
- حسين آيت أحمد (FFS)
- العقيد محمد شعباني
- العقيد موسى حساني
- محمد بن أحمد (القائد سي موسى)